# Moskiewski Uniwersytet Państwowy im. M.W. Łomonosowa
Moskiewski Uniwersytet Państwowy im. M.W. Łomonosowa, skrótowo Uniwersytet Moskiewski lub Uniwersytet (im.) Łomonosowa (w Moskwie); ros. Московский государственный университет имени М.В. Ломоносова, skrótowo МГУ имени М.В. Ломоносова lub МГУ – rosyjski uniwersytet publiczny w Moskwie, największy i najbardziej znany w kraju, otwarty 26 kwietnia?/7 maja 1755. Został założony przez cesarzową Elżbietę Piotrowną, dzięki pomysłowi Michaiła Łomonosowa i aktywnym zabiegom Iwana Szuwałowa.

## Historia
Uczelnia została zorganizowana przez Łomonosowa (który został mianowany jej pierwszym rektorem) na wzór Uniwersytetu w Getyndze. Duże zasługi w jego założeniu przypisuje się również Iwanowi Szuwałowowi, który wspierał tę ideę – mając silną pozycję na dworze carycy Elżbiety Romanowej, był patronem Łomonosowa w inicjatywach związanych z rozwojem szkolnictwa wyższego. Dekret cesarzowej Elżbiety o utworzeniu Uniwersytetu Moskiewskiego i dwóch gimnazjów został przez nią podpisany 24 stycznia?/4 lutego 1755. Wcześniej, 12 stycznia?/23 stycznia 1755 – w dzień imienin matki Szuwałowa, Tatiany Rodionownej – Elżbieta Romanowa zatwierdziła projekt utworzenia Uniwersytetu Moskiewskiego (który miał być otwarty „dla ludzi wszystkich stanów i profesji”), dlatego też Dzień Tatiany (12 stycznia według kalendarza juliańskiego, według kalendarza gregoriańskiego w XX i XXI w. – 25 stycznia) jest obchodzony jako Dzień Rosyjskich Studentów, upamiętniając datę założenia Uniwersytetu Moskiewskiego.
Uroczyste otwarcie zajęć na uniwersytecie odbyło się w dniu obchodów rocznicy koronacji Elżbiety Romanowej 26 kwietnia?/7 maja 1755. Pierwszym kuratorem uniwersytetu został Iwan Szuwałow, a pierwszym dyrektorem – Aleksiej Argamakow.
Początkowo instytucja składała się z trzech wydziałów: filozofii, prawa i medycyny. Miała kształcić przede wszystkim młodzież pochodzenia nieszlacheckiego. Pod koniec XVIII wieku uniwersytet reprezentował wysoki poziom, zwłaszcza w zakresie nauk matematyczno-przyrodniczych, a w jego programach badań i nauczania dominowały idee oświeceniowe. W 1804 nowy statut rozszerzył jego autonomię, ograniczoną następnie przez cara Mikołaja I w 1828, jednak idee wolnomyślicielskie na uniwersytecie ciągle były żywe. W 1883 uchwalono kolejny statut, rozszerzający badania naukowe i przywracający system wyłaniania władz uniwersytetu na drodze wyborów. Reforma cara Aleksandra II z 1884 ponownie odebrała uczelni autonomię.
Po 1917 uniwersytet stał się uczelnią państwową i uległ reorganizacji. Od lat 30. do 50. życie akademickie zostało zdominowane przez ideologię bolszewicką i politykę. Kryzys pogłębiał ograniczony dostęp do dokonań nauki światowej. W połowie lat 50. rozpoczęła się ograniczona liberalizacja i rozbudowa uczelni. W 1992 wszedł w życie statut zapewniający uniwersytetowi autonomię.

## Zmiany nazwy
- 23 stycznia 1755 – 8 marca 1917: Cesarski Uniwersytet Moskiewski (Императорский Московский университет)
- luty–październik 1917: Uniwersytet Moskiewski (Московский университет)
- od 1918: Pierwszy Uniwersytet Moskiewski (1-й Московский университет)
- od września 1930: Moskiewski Uniwersytet Państwowy (Московский государственный университет)
- od 20 października 1932: Moskiewski Uniwersytet Państwowy im. M.N. Pokrowskiego (Московский государственный университет им. М. Н. Покровского)
- od 11 listopada 1937: Moskiewski Uniwersytet Państwowy (Московский государственный университет)
- od 7 maja 1940: Moskiewski Uniwersytet Państwowy im. M.W. Łomonosowa (Московский государственный университет им. М. В. Ломоносова)

## Budynek
Najwcześniejszą siedzibą uczelni był budynek znajdujący się na obecnym placu Czerwonym w Moskwie, na miejscu dawnego Muzeum Historycznego.
W latach 1786–1793 powstał u zbiegu dzisiejszych ulic Hercena i prospektu Marksa nowy budynek z przeznaczeniem na uniwersytet, zbudowany w stylu klasycystycznym. Budynek ten spłonął w 1812 i został przebudowany w latach 1817–1819 przez architekta Domenica Gilardiego, w stylu empire. Przed centralną częścią budynku znajdują się pomniki rewolucjonistów Aleksandra Hercena i Nikołaja Ogariowa, niegdysiejszych studentów tej uczelni, wykonane w 1922. W latach 1833–1836 dobudowano nowe budynki w bezpośrednim sąsiedztwie dawnej siedziby. W skład kompleksu wchodziła także uniwersytecka cerkiew, zamieniona później na dom kultury. Przed nowym gmachem ustawiono pomnik Łomonosowa. Rotundę, kończącą jedno skrzydło, zajmowała uczelniana biblioteka.
W latach 1948–1970 uniwersytet uzyskał zupełnie nową lokalizację i nowy kompleks budynków. Przeniesiony został na Wzgórza Worobiowe, gdzie zbudowano (na powierzchni ponad 320 ha) 30 głównych budynków i 20 budynków pomocniczych. Założono też park i ogród botaniczny oraz wybudowano obiekty sportowe i obserwatorium astronomiczne. Główny gmach, który szybko stał się jednym z architektonicznych symboli Moskwy, zbudowano według projektu Lwa Rudniewa w latach 1949–1953.

## Działalność
Uniwersytet Moskiewski liczy 21 wydziałów, ponad 200 katedr, 360 laboratoriów, 163 gabinety studyjne oraz 8 instytutów naukowych i badawczych. Prowadzi studia licencjackie, magisterskie, podyplomowe, doktoranckie, a także studia w trybie korespondencyjnym, zaocznym i wieczorowym.
W 2008 pracowało na uniwersytecie 9000 nauczycieli akademickich i kształciło się 38 000 studentów.

## Władze rektorskie

### Rektorzy
1. Wiaczesław Wołgin (1921–1925)
2. Andriej Wyszynski (1925–1928)
3. Aleksandr Niesmiejanow (1948–1951)
4. Iwan Pietrowski (1951–1973)
5. Anatolij Łogunow (1977–1992)
6. Wiktor Sadowniczij (od 1992)

## Wykładowcy i absolwenci
W Niemczech działa Deutsche Assoziation der Absolventen und Freunde der Moskauer Lomonossow-Universität (DAMU), które wydaje zeszyty Lomonossow.